# Eurocard
Eurocard — кредитная карта, введенная в 1964 году шведским банкиром из семьи Валленбергов в качестве альтернативы American Express. В 1968 году она подписала соглашение с межбанковской Ассоциацией карт (сегодняшняя MasterCard), чтобы их карты были приняты сетями друг друга; это в конечном итоге привело к созданию совместного предприятия, известного как Maestro International в 1992 году, и их слиянию в 2002 году.
Его деятельность была перенесена в Бельгию в конце 1960-х годов. Карта была доминирующим брендом в Северной и Центральной Европе между 1970 и 2002 годами. В конечном итоге он был заменён брендом Mastercard в большинстве мест, но его логотип всё ещё используется в некоторых странах.

## История
Eurocard International N. V. была основана в Брюсселе в 1965 году, в качестве некоммерческой ассоциации членов европейских банков. Её операционный орган был создан под названием European Payment System Services (EPSS). В 1968 году Eurocard International и Ассоциация межбанковских карт заключили стратегический альянс, в рамках которого обе карты эмитента будут приниматься в любой сети.
Это позволило ICA получить мгновенную Европейскую сеть приема, а Eurocard получить прием по всему миру. Eurocard International получила единственную лицензию на выпуск карт ICA Master Charge (позже MasterCard) в Европе.
В 1992 году Eurocard International N. V., Eurocheque International C. V. и Eurocheque International Holding N. V. объединились в единую компанию Europay International S. A. и были переведены в Ватерлоо, Бельгия. В этом месте также располагался Европейский, ближневосточный и Африканский регион MasterCard International, а также резиденция совместного предприятия Eurocard MasterCard, Maestro International.
В 2002 году Europay International и MasterCard International объединились. Название Europay исчезло, и новая организация позже была переименована в MasterCard Worldwide, а штаб-квартира в Ватерлоо переименована в MasterCard Europe. В 2008 году, расположена на северо-востоке была захвачена шведская компания Skandinaviska Enskilda Banken. Eurocard всегда был доминирующим брендом в странах Центральной Европы, а именно в Германии, Нидерландах и Австрии.

## Торговая марка платёжной системы
Сегодня название Eurocard существует в сочетании с маркой приема MasterCard в качестве названия продукта. Это означает, что название Eurocard по-прежнему используется на карте, хотя в местах приема карт MasterCard отображается только логотип MasterCard. Логотип Eurocard больше не используется, так как знак акцепта прекращается и сливается с MasterCard.
Однако использование Eurocard в качестве бренда для кредитных карт MasterCard ограничено скандинавскими странами и странами Балтии. На других бывших рынках Eurocard, таких как немецкоязычные страны, этот бренд был полностью заменен брендом MasterCard.